# Phoracantha flavopicta
Phoracantha flavopicta är en skalbaggsart som beskrevs av Francis Polkinghorne Pascoe 1865. Phoracantha flavopicta ingår i släktet Phoracantha och familjen långhorningar. Inga underarter finns listade i Catalogue of Life.